# فرنسيسكو خوسيه فريري
فرنسيسكو خوسيه فريري (بالبرتغالية: Francisco José Freire‏) هو مؤرخ وكاتب برتغالي، ولد في 3 يناير 1719 في لشبونة في البرتغال، وتوفي في 5 يوليو 1773 في Mafra, Portugal ‏ في البرتغال.